# 경상문화재연구원
경상문화재연구원은 문화유산(유․무형문화재 및 매장문화재)의 보존, 조사, 관리 및 그와 관련된 연구를 실시함으로써 민족문화를 지속적으로 계승․발전시키고, 나아가 사회발전에 이바지함을 목적으로 2008년 10월 2일 설립된 문화체육관광부 소관의 재단법인이다. 사무실은 경상남도 진주시 옥봉동 801-2번지 성산빌딩 5층에 있다.

## 주요 사업
- 문화유산의 조사, 연구, 보존, 복원과 관련사업
- 매장문화재의 조사와 연구 및 학술보고서발간
- 문화유산 관련 전문인력 양성교육 및 장학사업
- 문화유산 관련 학술지 발간 및 지원사업
- 문화유산 관련 전시운영 및 사회교육 사업
- 문화유산 관련 컨텐츠의 연구, 개발, 출판 및 서비스
- 문화유산 관련 국제학술교류 및 지원사업
- 문화유산 보호를 위한 공익사업
- 기타 법인의 목적달성에 필요한 사업